# ابن خلدون الحضرمي
أبو مسلم عمر بن أحمد بن خلدون الحضرمي، من أشراف أهل أشبيلية كان متصرفًا في علوم الفلسفة، مشهورًا بعلم الهندسة والنجوم والطب، مشبهًا بالفلاسفة في إصلاح أخلاقه وتعديل سيرته وتقويم سياسته، وتوفي ببلده سنة 449، وكان من تلاميذ أبي القاسم مسلمة بن أحمد ذكره ابن أبي أصيبعة، وذكره صاعد أيضًا في طبقات الأمم، ووقع اسمه في النسخة عمرو بدل عمر.